# 주니우스 리차드 자야와데네
주니우스 리차드 자야와데네(싱할라어: ජුනියස් රිචඩ් ජයවර්ධන, 타밀어: ஜூனியஸ் ரிச்சட் ஜயவர்தனா, 1906년 9월 17일~1996년 11월 1일)는 1977년부터 1989년까지 스리랑카의 지도자였으며, 1977년부터 1978년까지 총리를 지냈으며, 1978년부터 1989년까지 제2대 스리랑카의 대통령을 역임했다. 그는 독립 후 수십 년 동안 다양한 내각의 직책을 맡았던 실론(현 스리랑카)의 민족주의 운동의 지도자였다. 그는 1977년 통일국민당의 오랜 당원으로 압승을 거두었고, 반년 동안 총리를 역임한 뒤 개정된 헌법에 따라 국가 최초의 대통령이 되었다.
스리랑카 역사상 논란이 많은 인물인 자야와데네의 행동이 스리랑카 내전의 시작에 상당한 기여를 한 것으로 인정받았다. 1983년 스리랑카에서 400명에서 3,000명 사이의 타밀족 폭동을 일으킨 싱할라족 폭도들에 의해 일어난 반 타밀족 폭동 이후, 자야와데네는 타밀족에 대한 지속적인 공격을 막으려고 하지 않았다. 자야와데네는 타밀족과 싱할라족 사이의 긴장을 다루는 데 대해 "정말 내가 타밀족을 굶겨 없애면 싱할라족이 행복할 것"이라고 악명높게 말했다.

## 농림축산식품부 장관
많은 가난한 사람들이 생존을 위해 의지하는 보조금을 삭감하겠다는 1953년 그의 제안은 격렬한 반대와 1953년 하탈 운동을 야기시켰고, 취소되어야만 했다. 1953년 하탈 이후 더들리 세나나야케 총리가 사임한 후, 존 코텔라왈라 신임 총리는 자야와데네를 농림축산식품부 장관과 하원 지도자로 임명했다.

## 총리직

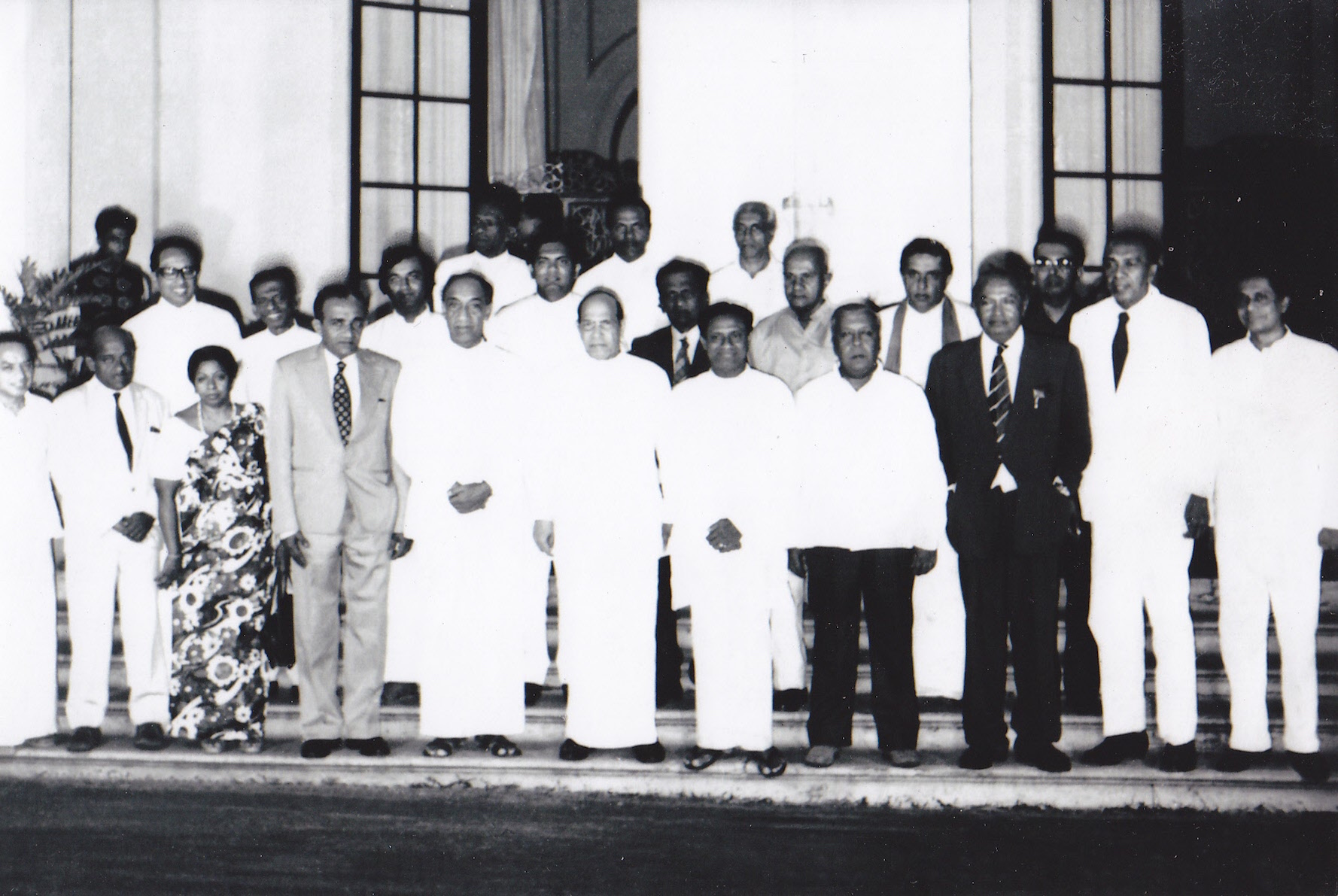
1977년 스리랑카 각료

자야와데네는 SLFP 정부에 대한 증가하는 분노에 대처하여 UNP를 1977년 선거에서 압도적인 승리로 이끌었다. UNP는 의회 의석의 6분의 5를 차지했는데, 이 의석은 총 의석수의 6분의 1을 차지했으며, 민주적인 선거를 위해 기록된 가장 편파적인 승리 중 하나였다. 콜롬보 서부 선거구에서 국회의원으로 선출된 자야와데네는 총리가 되었고 새로운 정부를 구성했다.

## 대통령직
그 직후, 그는 1972년 헌법을 개정하여 대통령직을 행정직으로 만들었다. 개정 조항은 자동적으로 현직 국무총리 즉, 자신을 대통령으로 만들었고, 그는 1978년 2월 4일 대통령으로 취임했다. 1978년 8월 31일, 그는 같은 해 9월 7일에 시행된 새 헌법을 통과시켰고, 이 헌법은 대통령에게 거의 독재적인 권한을 부여했다. 그는 입법 수도를 콜롬보에서 스리자야와르데네푸라코테로 옮겼다.

## 사망
자야와데네는 1996년 11월 1일 콜롬보의 한 병원에서 90세의 나이로 대장암으로 사망했다. 그는 그의 아내 엘리나와 그의 아들 라비가 생존했다.

## 역대 선거 결과
| 선거명      | 직책명            | 대수 | 정당       | 득표율 | 득표수      | 결과 | 당락                 |
| ----------- | ----------------- | ---- | ---------- | ------ | ----------- | ---- | -------------------- |
| 1982년 선거 | 스리랑카의 대통령 | 2대  | 통일국민당 | 52.91% | 3,450,811표 | 1위  | 스리랑카 대통령 당선 |